# Olapa
Olapa je boginja Meseca naroda Masai.
Bog Sunca Engai je oženio Olapu, te ga je ona svugde sledila. Ali kad se umorila, Engai se razbesnio na nju te ju je izudarao. Ali Olapa je izgubila kontrolu i vratila mu, pa ju je Engai ponovo udario i izbio joj oko. 
Kad je Engai shvatio da je ranjen, bio je postiđen, pa je sajno zasvetlio na nebu. Ali Olapa se nije sramila, pa ju se može videti bez ikakve muke na noćnom nebu.